# Consejo de Relaciones Laborales
El Consejo de Relaciones Laborales (CRL), en euskera Lan Harremanen Kontseilua (LHK), es un organismo público de la comunidad autónoma del País Vasco (España) que tiene como finalidad la potenciación del diálogo y la resolución de conflictos entre la parte social (trabajadores y sindicatos) y empresarial en el mundo laboral. El CRL es, también, órgano consultivo del Parlamento y Gobierno vascos para lo referente a materia sociolaboral.

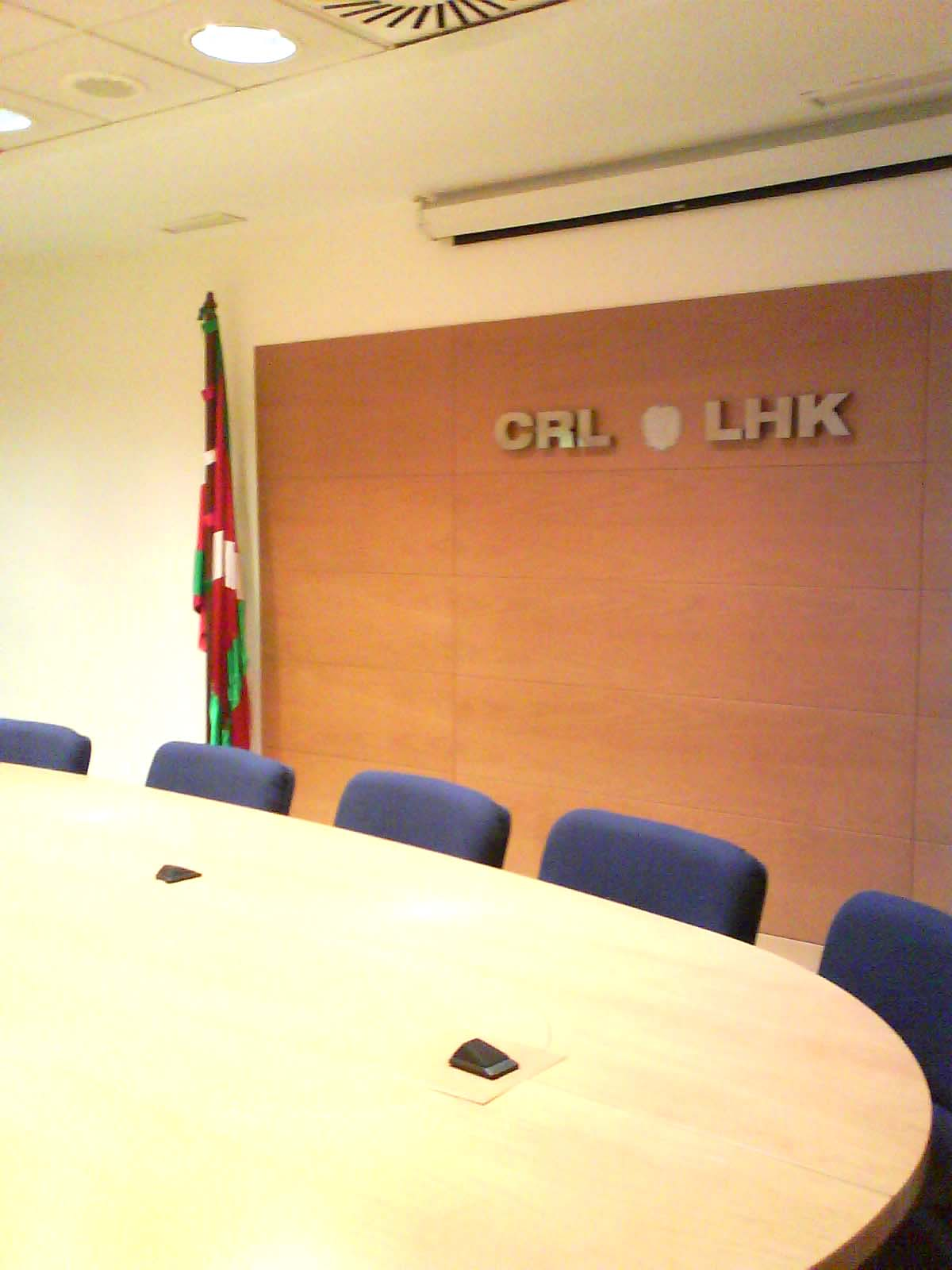
Salón de reuniones del Consejo de Relaciones Laborales en Bilbao.

## Características
El Consejo de Relaciones Laborales tiene como características propias el ser un organismo de carácter público y de personalidad jurídica propia. Compuesto por personas designadas, de forma paritaria, por la parte sindical y la empresarial tiene plena independencia para el desarrollo de su labor con capacidad de aprobación de sus propios reglamentos.
Tiene su sede en la capital vizcaína, Bilbao y cuenta con delegaciones en las capitales de los otros dos territorios históricos que componen el País Vasco.

### Leyes reguladoras
Creado basándose en la Ley 9/1981 del 30 de septiembre de 1981 su regulación actual está enraizada en la Ley 11/1997, de 27 de junio de 1997, ambas del Parlamento Vasco.

### Composición del órgano
El CRL es un órgano paritario en el que participan la parte empresarial y la social esta última 
conformada por los diferentes sindicatos con presencia en el País Vasco cuya representación es proporcional la presencia de los mismos en el ámbito empresarial.
El número de delegados que integran el ente es de 14 miembros activos y 14 suplentes, de los cuales corresponden siete a la parte empresarial, representada por ConfeBask y otros siete a la parte sindical representados por las confederaciones sindicales de ELA, Comisiones Obreras de Euskadi, LAB y UGT correspondiendo a cada una de ellas el siguiente número de miembros; ELA, 3; CC.OO., 2; LAB, 1 y UGT, 1.
Completan el órgano un presidente y un secretario general que son designados por el propio consejo o en su caso por el lehendakari del Gobierno Vasco.

## Funciones
El CRL tiene asignadas las siguientes funciones; 
- Resolución de conflictos colectivos, que recibe el nombre de PRECO.
- Propiciar acuerdos interprofesionales como son los «acuerdos sobre el empleo» y la «resolución de conflictos laborales».
- Fomentar la negociación colectiva, para lo que propicia la constitución de comisiones negociadoras y de comisiones mixtas paritarias además de impulsar una adecuada estructura de convenios colectivos, con especial atención a los sectores con más dificultades para el acuerdo.
- Formula al Gobierno Vasco propuestas sobre política laboral.
- Elabora estudios y dictámenes por iniciativa propia o por encargo de los poderes públicos vascos. Para ello realiza estudios destinados a determinar la situación sociolaboral en períodos y situaciones concretas, pudiendo ser estos estudios publicados.

## Publicaciones
El Consejo de relaciones Laborales tiene publicaciones fijas en los ámbitos siguientes:
- Memoria anual de actividades del Consejo
- Negociación colectiva.
- Plan de información sociolaboral.
- Normativa, declaraciones y acuerdos relacionados con el Consejo.

## Resolución de conflictos colectivos, PRECO
Una de las funciones más relevantes del Consejo de Relaciones Laborales es la de servir para la resolución de conflictos colectivos entre empresarios y trabajadores procurando la mayor intervención de las partes. Se aplica a conflictos de todas clases, tanto del sector público como privado.
El procedimiento es totalmente voluntario para las partes y su obligatoriedad se suele manifestar en los convenios colectivos, bien sea de empresa, bien sea sectoriales.
En 1984 se estableció y suscribió, por las diferentes partes que componen el CRL el Acuerdo Interprofesional sobre Procedimentos Voluntarios para la Solución de Conflictos Laborales con lo cual se daba nacimiento al llamado PRECO. Desde su creación se han realizado diversa modificaciones fruto de los sucesivos acuerdos interprofesionales. El PRECO está enraizado en el artículo 83 del Estatuto de los Trabajadores y afecta a todos los trabajadores y empresarios de la comunidad autónoma del País Vasco.

### Procedimientos
Los procedimientos que el PRECO ofrece son de tres tipos diferentes, todos ellos voluntarios y gratuitos, y tienen diferentes obligaciones de aceptación por las partes.
- Conciliación es el más liviano y que solo busca el acuerdo mediante la discusión entre las partes con la intervención de un conciliador. Es el más utilizado ya que son muchos los convenios colectivos que obligan a acudir a la institución a este procedimiento dejando los otros dos a voluntad de las partes.

- Mediación, la figura del conciliador se transforma en mediador, el cual intenta buscar el acuerdo entre las partes y, si no hay avenencia, emite una resolución que es voluntariamente aceptada por las partes. Para realizar una mediación basta con que lo pida la mayoría de las dos partes (la empresarial suele ser parte única, mientras que la social suele estar fragmentada en diferentes sindicatos) en caso de que esté previsto en el convenio o colectivo y cuando no se avance en la negociación del convenio colectivo en un período de 6 meses sin que haya habido reuniones en los dos últimos.

- Arbitraje, en este procedimiento las partes se comprometen de antemano en aceptar la resolución dictada por un árbitro; en caso de desacuerdo, el laudo arbitral es vinculante.

Los conciliadores, mediadores y árbitros se eligen entre los de unas permanentes y consensuadas.
Para acudir al PRECO en busca de la resolución de un conflicto previamente debe de haberse reunido la Comisión Mixta Paritaria correspondiente que entiende de la interpretación del convenio y su aplicación. Una vez agotada esa vía se realiza la solicitud correspondiente.
La solicitud se realiza mediante la presentación del documento normalizado en alguna de las sedes del organismo. Si es una solicitud de arbitraje debe de figurar en ella la firma de las representaciones mayoritarias de los trabajadores y empresarios afectados por el conflicto.
La práctica normal es la de realizar un encuentro de conciliación que tiene carácter de asistencia obligatoria para las partes. Si en este encuentro no hay avenencia entonces se puede abrir un periodo de conciliación formal o una mediación. Basta la mayoría de una parte en los dos casos citados de mediación, para el cual habrá que elegir a conciliador o mediador. Si no hay avenencia en la conciliación previa queda agotada la vía del PRECO.
Si se acude en arbitraje se elige al árbitro y se intenta el acuerdo, si no se logra, el árbitro dicta un laudo vinculante.
Los tiempos de duración para los procedimientos suelen ser los siguientes, 15 días hábiles para la conciliación o el arbitraje y 20 días hábiles para la mediación. Aunque se pueden concretar tiempos más breves e incluso, si hay acuerdo entre las partes, más amplios. Luego la resolución por parte del mediador o árbitro suele tardar 7 días hábiles.
La conciliación acaba en avenencia cuando hay acuerdo entre las partes, se entiende que las partes están de acuerdo cuando este es expresado por su mayoría. Si no lo hay, se puede pedir que se formule una propuesta formal de mediación o de arbitraje.
La mediación termina con la aceptación o no de la resolución del mediador por la mayoría de las partes en conflicto en los cinco días hábiles siguientes a su promulgación. Se puede pedir que se pase a arbitraje haciendo que el mediador formule un laudo arbitral.
En arbitraje el procedimiento acaba con el laudo arbitral vinculante y ejecutivo. Se puede recurrir por vía interna e incluso ir a tribunales en aquellos casos contemplados por la ley.
Los procedimientos que finalizan con la resolución del conflicto tienen los mismos efectos que el convenio colectivo.
El porcentaje de resolución del conflicto viene siendo de un 33 % anual.

## Otros organismos de resolución de conflictos en España
En España hay varias comunidades autónomas que han implementado servicios similares al Consejo de Relaciones Laborales vasco. Entre otros se puede mencionar el Servicio aragonés de mediación y arbitraje o el Instituto Laboral de Madrid.
Para aquellos supuestos en los que el conflicto afecte a más de una comunidad autónoma, el organismo competente es el Servicio Interconfederal de Mediación y Arbitraje (Fundación SIMA).